# QUAN 엔터테인먼트의 음반
이 문서는 QUAN 엔터테인먼트에서 발매한 음반 목록이다.

## 2010년대
- 2012년 2월 28일 하하 - [Digital Single] 사랑[1]
- 2012년 3월 22일 하하 - Acoustic Tuning Time[2]
- 2012년 6월 19일 하하 - [Digital Single] 아카시아[3]
- 2012년 7월 30일 하하 - Acoustic Tuning Time (Repackage)[4]
- 2012년 7월 30일 스컬&하하 - Ya Man!!
- 2012년 8월 28일 별 - 골든타임 OST Part.6[5]
- 2012년 10월 24일 별 - [Digital Single] 귀여워[6]
- 2012년 11월 8일 별 - NOSTALGIA[7]
- 2012년 12월 5일 별 - 보고싶다 OST Part.3
- 2013년 1월 15일 별 - [Digital Single] Melody Project Part.3
- 2013년 1월 24일 스컬&하하 - [Digital Single] 돈암동 멜로디
- 2013년 2월 21일 별 - Love In Memory OST Part.1
- 2013년 5월 31일 별 - [Digital Single] 넌 최고야
- 2013년 6월 27일 스컬&하하 - [Digital Single] REGGAErilla[8]
- 2013년 7월 24일 프리스타일 - [Digital Single] 썸머시즌
- 2013년 7월 25일 별 - 아직 헤어지지 않았기 때문에 (SNS 드라마) OST Part.2
- 2013년 11월 22일 스컬&하하 - [Digital Single] brilliant is[9]
- 2013년 12월 12일 프리스타일 - [Digital Single] Winter Song
- 2014년 1월 21일 프리스타일 - [Digital Single] Maybe
- 2014년 2월 5일 지조 - [Digital Single] 겨울 해운대
- 2014년 2월 11일 스컬&하하 - 찌라시:위험한 소문 OST
- 2014년 2월 24일 스컬 - [Digital Single] Keep On Pushing
- 2014년 5월 27일 지조 - [Digital Single] 2014 라바 응원가 `따봉`
- 2014년 6월 13일 지조 - [Digital Single] Spy
- 2014년 7월 1일 지조 - Nice Service 1/2
- 2014년 7월 17일 스컬 - KING O` IRIE
- 2014년 11월 14일 스컬 - [Digital Single] One Way
- 2015년 2월 13일 지조 - [Digital Single] 트리플 악셀
- 2015년 3월 13일 스컬&하하 - [Digital Single] Beautiful Girl
- 2015년 3월 18일 별 - [Digital Single] 끝난 사이
- 2015년 4월 21일 스컬 - [Digital Single] Catch Me If You Can[10]
- 2015년 5월 18일 별 - 후아유 - 학교2015 OST Part.4
- 2015년 6월 23일 프리스타일 - [Digital Single] Love Recipe Vol.1
- 2015년 7월 31일 스컬&하하 - [Digital Single] 여름 밤 OST X 박살레게
- 2015년 8월 21일 프리스타일 - [Digital Single] Y (Rasta Remix)
- 2015년 9월 18일 별 - 두번째 스무살 OST Part.4
- 2015년 10월 5일 별 - [Digital Single] 신발 한 짝
- 2015년 12월 1일 별 - [Digital Single] Everyday Christmas
- 2015년 12월 18일 지조 - [Digital Single] 다이빙
- 2016년 1월 5일 프리스타일 - [Digital Single] 차가운 손
- 2016년 3월 29일 스컬&하하 - [Digital Single] WITH Stephen Marley
- 2016년 4월 6일 스컬&하하 - [Digital Single] 투유 프로젝트 - 슈가맨 Part.25[11]
- 2016년 5월 27일 스컬 - [Digital Single] Get Rich
- 2016년 6월 2일 프리스타일 - [Digital Single] Because
- 2016년 7월 2일 스컬&하하 - [Digital Single] 웃지마
- 2016년 9월 7일 지조 - [Digital Single] 다녀왔습니다
- 2016년 10월 4일 스컬 - [Digital Single] Never Cry
- 2016년 10월 25일 스컬&하하 - [Digital Single] Buzzer Beater
- 2016년 10월 26일 별 - [Digital Single] 별&신기한 한글나라
- 2016년 11월 29일 하하 - [Digital Single] 1LOVE - WINTER[12]
- 2017년 1월 12일 지조 - [Digital Single] 다이너마이트 소녀
- 2017년 2월 8일 스컬 - [Digital Single] Crazy
- 2017년 3월 8일 스컬 - [Digital Single] 아직도 니가[13]
- 2017년 3월 17일 프리스타일 - [Digital Single] 인연
- 2017년 4월 25일 스컬 - [Digital Single] KILLA DREADS[14]
- 2017년 6월 20일 스컬 - [Digital Single] Here To Stay[15]
- 2017년 7월 13일 투게더 브라더스 - Keystone Combi
- 2017년 7월 22일 스컬&하하 - [Digital Single] Nora
- 2017년 8월 10일 스컬&하하 - [Digital Single] SUMMER GIFT `One Love`[16]
- 2017년 8월 13일 지조 - 힙한 선생 OST Part.1
- 2017년 9월 2일 하하,지조 - [Digital Single] What Sub?[17]
- 2017년 11월 5일 별 - Leaves
- 2017년 11월 17일 스컬 - [Digital Single] Reggae Army[13]
- 2018년 3월 14일 스컬 - Made In Bangkok
- 2018년 6월 21일 스컬&하하 - [Digital Single] 웃어[18]
- 2018년 7월 4일 지조 - [Digital Single] 제목이 뭐더라
- 2018년 7월 24일 레게 강 같은 평화[19] - [Digital Single] 당디기 방
- 2018년 10월 18일 레게 강 같은 평화 - No Problem
- 2018년 11월 16일 별 - [Digital Single] 눈물이 나서
- 2019년 5월 28일 별 - 하트브레이크마켓 OST
- 2019년 6월 14일 스컬 - SAJAH
- 2019년 7월 3일 Gong - [Digital Single] Haze
- 2019년 8월 2일 레게 강 같은 평화 - [Digital Single] Shot Dem
- 2019년 9월 2일 현수 - [Digital Single] 차라리 널 몰랐었다면
- 2019년 9월 28일 지조 - 쇼미더머니 8 Final[20]
- 2019년 11월 12일 Gong - Seoul Boutique
- 2019년 12월 16일 현수 - [Digital Single] 잘해준 게 하나 없어

## 2020년대
- 2020년 1월 15일 별 - [Digital Single] New Edition 1988[21]
- 2020년 3월 31일 별 - 날씨가 좋으면 찾아가겠어요 OST Part.4
- 2020년 5월 6일 설레게 - [Digital Single] 아니야
- 2020년 5월 11일 Gong - 염증나무
- 2020년 10월 13일 지조 - [Digital Single] 자양강장제
- 2020년 12월 3일 설레게 - [Digital Single] Day & Night
- 2021년 12월 8일 하하 - 공백
- 2022년 7월 18일 지조 - CAMPFIRE
- 2022년 9월 4일 레게 강 같은 평화 - [Digital Single] 미친놈
- 2023년 1월 11일 별 - Startrail
- 2023년 4월 27일 설레게 - [Digital Single] Baby Be Mine
- 2023년 5월 3일 스컬 - [Digital Single] Gold[22]
- 2023년 5월 7일 하하,설레게 - [Digital Single] 걸어서 차트 속으로 Part.1[23]
- 2023년 6월 23일 하하 - [Digital Single] 머리 물 뿌려[24]
- 2023년 10월 13일 스컬 - REGGAE[25]
- 2023년 11월 13일 스컬 - [Digital Single] Count One Me[26]
- 2024년 2월 25일 별 - [Digital Single] 진심
- 2024년 7월 3일 설레게 - [Digital Single] 헷갈리게 하지마!
- 2024년 7월 11일 설레게 - [Digital Single] 원해
- 2024년 8월 2일 스컬&하하 - 취
- 2024년 8월 4일 하하 - [Digital Single] 양양 비치[27]
- 2024년 10월 9일 스컬 - 개소리 OST Part.3[28]
- 2025년 5월 26일 설레게 - [Digital Single] Sugar Honey Candy
- 2025년 6월 13일 하하 - 마포구 보완관
- 2025년 8월 6일 설레게 - Sunrise Groove